# Jean-Pierre Bégon-Lours
Jean-Pierre Bégon-Lours (né en 1944) est un chef d'entreprise français.

## Biographie
Il est diplômé de l'École polytechnique (X1962) ainsi que de l'Institut d'études politiques de Paris. Il commence sa carrière en tant que commissaire contrôleur des assurances, avant de rejoindre la Garantie mutuelle des fonctionnaires (GMF) en 1971. En 1979, il est nommé directeur de la GMF VIE, la filiale d'assurance-vie. 
En 1985, il rejoint le groupe Axa où il crée une société d'assurance-vie dédiée à la retraite : Axiva, dont il devient le PDG. En 1999, il devient associé-gérant d'une société de conseils et de participations. Depuis 2003, il est administrateur de l'AFER. Après avoir été président de l'association d'octobre 2003 à avril 2004, il a été président du groupement d'intérêt économique AFER jusqu'en 2006.
Il est juge au tribunal de commerce de Paris de 2006 à 2019.
Il est également président de la Maison des polytechniciens depuis 2002.